# نيكول هولاندر
نيكول هولاندر (بالإنجليزية: Nicole Hollander)‏ هي فنانة قصص مصورة ورسامة كارتون أمريكية، ولدت في 25 أبريل 1939 في شيكاغو في الولايات المتحدة.

## وصلات خارجية
- نيكول هولاندر على موقع IMDb (الإنجليزية)